# Музиченко Андрій Павлович
Андрій Павлович Музиченко (3 жовтня 1900, село Багва Київської губернії, тепер Уманського району Черкаської області — 1960, місто Москва) — український радянський діяч, співробітник органів державної безпеки, народний комісар охорони здоров'я Української РСР у 1944 році, директор Московського обласного науково-дослідного інституту вакцин і сироваток імені Мечникова.

## Життєпис
Член РКП(б) з 1920 року.
У 1927 році закінчив Київський медичний інститут. У 1930 році закінчив партійну школу.
З червня 1930 по 1932 рік — директор Київського медичного інституту.
До 1937 року — співробітник Іноземного відділу Головного управління державної безпеки НКВС СРСР.
У 1937—1944 роках — директор Московського обласного науково-дослідного інституту вакцин і сироваток імені Мечникова.
7 лютого — 28 лютого 1944 року — народний комісар охорони здоров'я Української РСР.
З березня 1945 по червень 1948 року — в Радянській армії, учасник німецько-радянської війни. Служив у евакуаційному госпіталі № 2943 та в 115-му укріпленому районі.
У вересні 1954 — 1960 року — директор Московського обласного науково-дослідного інституту вакцин і сироваток імені Мечникова.
Помер у 1960 році. Похований на Новодівочому цвинтарі міста Москви.

## Звання
- старший лейтенант державної безпеки (20.12.1936)
- майор інтендантської служби
- підполковник медичної служби

## Нагороди
- орден Червоної Зірки (1.06.1942)
- медаль «За бойові заслуги» (6.11.1945)
- медалі
- почесний знак «Відмінник охорони здоров'я СРСР» (1954)